# Конституционный референдум в Лихтенштейне (2012)
Конституционный референдум в Лихтенштейне проводился 1 июля 2012 года и касался права вето на решения референдумов. Предложение об изменениях Конституции было отвергнуто 76 % голосов.

## История
Перед референдумом 2011 года по абортам наследный князь Лихтенштейна Алоиз заявил, что наложит вето на изменение закона о добровольных абортах в первые 12 недель беременности, если на референдуме граждане поддержат изменение закона (решение не прошло).
В период с 29 марта по 9 мая 2012 года было собрано достаточно подписей для организации Конституционного референдума (1726 подписей было подтверждено при необходимых 1500). Ландтаг Лихтенштейна 23 мая отклонил изменение закона (18 голосами против 7), а затем назначил дату референдума.

## Изменения Конституции
Предложенные изменения Конституции касались статей 9, 65, 66 и 112. К статье 9, гласящей «Каждый закон требует для введения в действие санкции князя», предлагалось добавить «…или одобрения на референдуме». В статье 65 предлагалось убрать предложение «Если санкция князя не получена в течение шести месяцев, он (закон) должен рассматриваться как отвергнутый».

## Кампания
Сторонники изменения Конституции, которые бы не позволяли князю накладывать вето на законы, одобренные на референдуме, выступали под лозунгом «Так, чтобы твой голос считался» (нем. Damit deine Stimme zählt). Их оппоненты организовали кампанию «За Бога, князя и Отечество» (нем. Für Gott, Fürst und Vaterland).
Королевская семья угрожала наложить вето на референдум, если он будет за лишение права князя на вето,, в то время как сам князь Лихтенштейна Алоиз угрожал отречься от престола.

## Результаты
| Да или нет                 | Голосов | Процент  |
| -------------------------- | ------- | -------- |
| Нет                        | 11 681  | 76,43 %  |
| Да                         | 3 602   | 23,57 %  |
| Действительных голосов     | 15 283  | 96,69 %  |
| Недействительных голосов   | 524     | 3,31 %   |
| Всего голосов              | 15 807  | 100,00 % |
| Явка                       | 82,89 % | 82,89 %  |
| Электорат                  | 19 076  | 19 076   |
| Источник: Direct Democracy |         |          |